# آنتونیو دو لا روآ
آنتونیو دو لا روآ (به اسپانیایی: Antonio de la Rúa) متولد ۷ مارس ۱۹۷۴،  وکیل آرژانتینی و فرزند رئیس‌جمهور سابق آرژانتین، فرناندو دی لا روا است. وی در دوران ریاست‌جمهوری پدرش، مشاور او بود و یکی از سران مبارزات انتخاباتی ریاست جمهوری پدرش بود.

## زندگی شخصی
دو لا روآ در سال ۲۰۰۰ با شکیرا وارد رابطه شد. در ۱۰ ژانویه سال ۲۰۱۱، شکیرا در وب سایت خود اعلام کرد که پس از ۱۱ سال با هم بودن، او و دو لا روآ در اوت سال ۲۰۱۰ از هم جدا شدند. در سپتامبر ۲۰۱۲، او شکایتی به مبلغ ۲۵۰ میلیون دلار علیه شکیرا ترتیب داد.